# 奧古斯塔 A.104
奧古斯塔 A.104是一款由奧古斯塔研製的輕型商用直升機，於1960年12月首飛。

## 發展
A.104是A.103的放大版本，並在飛行員座椅旁邊增加了第二個座椅。該機駕駛艙有一整片玻璃，引擎位於後部，尾槳安裝在封閉式吊桿上。
製造了兩個活塞引擎原型，隨後製造了一個名為 A.104BT 的渦輪引擎變型範例。 沒有產生任何結果。
目前尚存1架A.104保存於由奧古斯塔經營的奧古斯塔博物館（Museo Agusta）中，該博物館位於米蘭－馬爾彭薩機場的南邊。

## 型號
A.104 Helicar
裝配傳統的Agusta GA.140活塞發動機的原型機，共2架
A.104BT Helicar
渦輪軸發動機的展示版本，裝配1具 Agusta A.270發動機，共1架

## 外部連結
- luftfahrt-archiv.de